# 2014년 경찰 야구단 시즌
2014년 경찰 야구단 시즌은 경찰 야구단이 KBO 퓨처스리그에 참가한 9번째 시즌으로, 유승안 감독이 팀을 이끈 6번째 시즌이다. 팀은 6팀 중 북부리그 1위에 올라 4년 연속으로 북부리그 우승을 차지했으며, 전체 12팀 중 승률 1위를 기록했다.

## 타이틀
- 2014 WBSC U-21 야구 월드컵 3위: 장현식, 강승호, 김인태
- 타율: 이천웅 (0.385)
- 출장(타자): 유민상 (91)
- 2루타: 유민상 (28)
- 타점: 유민상 (75)
- 사구: 장영석 (13)
- 출장(투수): 이정담 (48)
- 세이브: 장현식 (13)
- 북부리그 다승: 이형범 (9)

## 선수단
- 선발투수 : 임기준, 진야곱, 신재영, 양훈
- 구원투수 : 이형범, 임치영, 이정담, 박상원, 임찬규, 안성무, 박민규, 임진우, 김경태, 박기철
- 마무리투수 : 장현식, 우병걸
- 포수 : 한승택, 윤수강, 박세웅
- 내야수 : 유민상, 장영석, 김재율, 강승호, 최윤석, 박기민, 황윤호, 강진성, 홍재호, 성의준
- 외야수 : 이천웅, 양성우, 배영섭, 오준혁, 김인태, 나성용, 김진솔, 엄일준, 신철언

## 같이 보기
- 2015년 경찰 야구단 시즌